# 奧恰基夫區

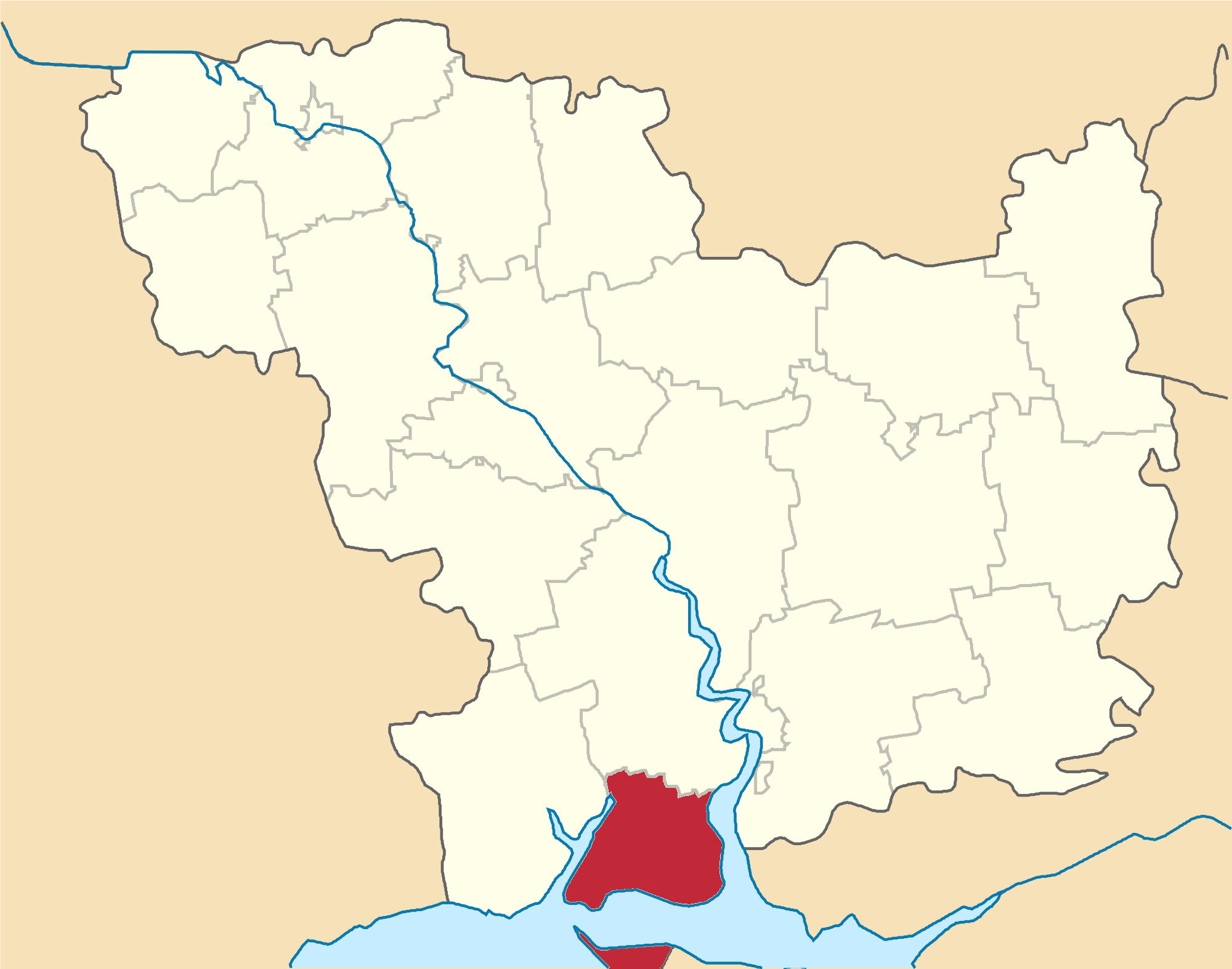
奧恰基夫區在尼古拉耶夫州的位置

奧恰基夫區（烏克蘭語：Очаківський район），曾是烏克蘭尼古拉耶夫州的一個區，位於該國南部，行政中心設於奧恰基夫，面積1,490平方公里，2013年人口15,741，人口密度每平方公里10.56人。
该区在2020年7月18日的乌克兰行政区划改革中被撤销，改革后尼古拉耶夫州下分为4个区。